# Little Chalfont
Little Chalfont est une paroisse civile et un village du Buckinghamshire, en Angleterre.